# Bioturbation
Bioturbation är ett samlingsnamn för fauna (djurs) och floras (växters) omblandning och transport av material, vätskor och gaser. Begreppet används inom olika vetenskaper oceanografi, limnologi, pedologi, geologi och arkeologi. Djurs rörelse, födointag och avföring, samt konstruktion och underhåll av rör, bo och födo- gångar eller hålor är exempel på bioturbation som påverkar sammansättning och omblandning av jord (sediment), vätskor (vatten) och luft (lösa gaser).